# Brettin
Brettin è una delle 12 municipalità (Ortschaft) che complongono la città tedesca di Jerichow, nel Land della Sassonia-Anhalt.

## Storia
Fino al 31 dicembre 2009 Brettin era un comune autonomo.

## Geografia antropica
La municipalità di Brettin comprende le frazioni (Ortsteil) di Brettin e Annenhof.